# Zygaspis quadrifrons
Espèce
Synonymes
- Amphisbaena quadrifrons Peters, 1862
- Amphisbaena capensis Thominot, 1887
- Amphisbaena quadrifrons capensis Thominot, 1887
- Zygaspis quadrifrons capensis (Thominot, 1887)
- Amphisbaena ambuellensis Monart, 1931
- Amphisbaena quadrifrons katangae Witte & Laurent, 1942

Zygaspis quadrifrons est une espèce d'amphisbènes de la famille des Amphisbaenidae.

## Répartition
Cette espèce se rencontre :
- en Angola ;
- dans le nord de la Namibie ;
- dans l'ouest du Botswana ;
- en République démocratique du Congo ;
- en Afrique du Sud dans la province du Cap ;
- dans le sud du Mozambique ;
- en Zambie ;
- au Zimbabwe.

## Taxinomie
La sous-espèce Zygaspis quadrifrons dolichomenta a été élevée au rang d'espèce par Broadley et Broadley en 1997 et la sous-espèce Zygaspis quadrifrons capensis a été synonymisée avec Zygaspis quadrifrons par Broadley et Broadley en 1997.

## Publication originale
- Peters, 1862 : Übersicht einiger von dem, durch seine afrikanische Sprachforschungen, rühmlichst bekannten, Hrn. Missionär C.H. Hahn bei Neu-Barmen, im Hererolande, an der Westküste von Afrika, im 21˚ südl. Br. gesammelten Amphibien, nebst Beschreibungen der neue Arten. Monatsberichte der Königlichen Preussischen Akademie der Wissenschaften zu Berlin, vol. 1862, p. 15-26 (texte intégral).